# André Sinédo
André Sinédo (Nueva Caledonia; 26 de febrero de 1978 – Nueva Caledonia; 2 de octubre de 2022) fue un futbolista de Nueva Caledonia que jugaba en la posición de defensa.

## Carrera

### Club
Jugó prácticamente toda su carrera con el AS Magenta, equipo con el que jugó de 2001 a 2013 y con el que disputó 209 partidos y anotó cinco goles. Además de ganar 15 títulos nacionales y con 7 apariciones en la Copa de Francia. Se retiraría en 2019 con el Tiga Sport.

### Selección nacional
Jugó de 2002 a 2011 para Nueva Caledonia, con quien anotó un gol en 27 partidos, con apariciones en la Copa de las Naciones de la OFC de 2002 y 2004, y dos títulos de los Juegos del Pacífico Sur.

## Logros

### Club
- Superliga de Nueva Caledonia: 7

2002–03, 2003–04, 2004–05, 2007–08, 2008–09, 2009, 2012
- Copa de Nueva Caledonia: 6

2001, 2002, 2002–03, 2003–04, 2004–05, 2010
- Copa de Territorios Franceses del Pacífico: 2

2002-3, 2004-05

### Selección nacional
- Juegos del Pacífico Sur

-  (2): 2007, 2011

- -  (1): 2003